# اسکار دوم
اسکار دوم (Oscar II) (اسکار فردریک) (Oscar Fredrik) ‏(۲۱ ژانویه ۱۸۲۹ - ۸ دسامبر ۱۹۰۷) از سال ۱۸۷۲ تا زمان مرگ پادشاه سوئد و از ۱۸۷۲ تا ۱۹۰۵ پادشاه نروژ بود.
وی سومین پسر اسکار اول و همسرش ژوزفین لوختنبرگ بود که پس از درگذشت برادرش کارل پانزدهم به سلطنت رسید. از اتفاقات مهم دوران سلطنت وی انحلال اتحاد بین سوئد و نروژ بود که به استقلال نروژ و انتخاب هاکون هفتم به جای وی برای سلطنت نروژ منجر شد.
اسکار دوم در ۸ دسامبر ۱۹۰۷ درگذشت و پس از وی پسر بزرگش گوستاو پنجم به سلطنت سوئد رسید. جسد وی مطابق سنت در کلیسای ریدارهولمن استکهلم دفن شده است.